# Championnat du Japon de Formule 4
Le Championnat du Japon de Formule 4 (ＦＩＡ－フォーミュラ４ 地方選手権, FIA F4 Chihou Senshuken) est un championnat de course automobile utilisant des monoplaces de la catégorie Formule 4. Il est organisé par la GT Association, et se déroule en support du championnat de Super GT.

## Histoire
Après la réforme de la Formule 4 organisée par la Fédération internationale de l'automobile (FIA) en 2013, de nombreux championnats nationaux de Formule 4 voient le jour. Celui du Japon, mis en place par la GT Association, promotrice du championnat de Super GT, apparait en 2015. Une autre Formule 4 japonaise organisée par la Fédération japonaise du sport automobile existe également depuis 1993.
Ce championnat du Japon de Formule 4 est quasi-exclusivement disputé par des pilotes et des écuries japonaises. Les meilleurs pilotes de ce championnat montent ensuite directement en Formule 3 japonaise (pour aller ensuite en Super Formula et en Super GT au Japon) ou en Formule 3 FIA au niveau mondial, notamment pour les pilotes soutenus par Honda qui voudrait les placer en Formule 1.
Le championnat du Japon de Formule 4 est le seul à utiliser des châssis construits par Dome, entreprise japonaise, propulsés par des moteurs TOM'S-Toyota et équipés de pneumatiques Dunlop.

## Palmarès
| Année | Champion         | Équipe du champion          | Équipes                     | Champion autre catégorie       |
| ----- | ---------------- | --------------------------- | --------------------------- | ------------------------------ |
| 2015  | Sho Tsuboi       | TOM'S Spirit                | TOM'S Spirit                |                                |
| 2016  | Ritomo Miyata    | TOM'S Spirit                | Honda Formula Dream Project |                                |
| 2017  | Ritomo Miyata    | TOM'S Spirit                | Honda Formula Dream Project |                                |
| 2018  | Yuki Tsunoda     | Honda Formula Dream Project | Honda Formula Dream Project | Indépendant : Masayuki Ueda    |
| 2019  | Ren Sato         | Honda Formula Dream Project | Honda Formula Dream Project | Indépendant : Sergeyevich Sato |
| 2020  | Hibiki Taira     | TGR-DC Racing School        | TGR-DC Racing School        | Indépendant : Sergeyevich Sato |
| 2021  | Seita Nonaka     | TGR-DC Racing School        | TGR-DC Racing School        | Indépendant : "Hirobon"        |
| 2022  | Syun Koide       | Honda Formula Dream Project | Honda Formula Dream Project | Indépendant : Yutaka Toriba    |
| 2023  | Rikuto Kobayashi | TGR-DC Racing School        | TGR-DC Racing School        | Indépendant : Makoto Fujiwara  |
| 2024  | Yuto Nomura      | Honda Formula Dream Project | Honda Formula Dream Project | Indépendant : "Dragon"         |